# Martin Bolze

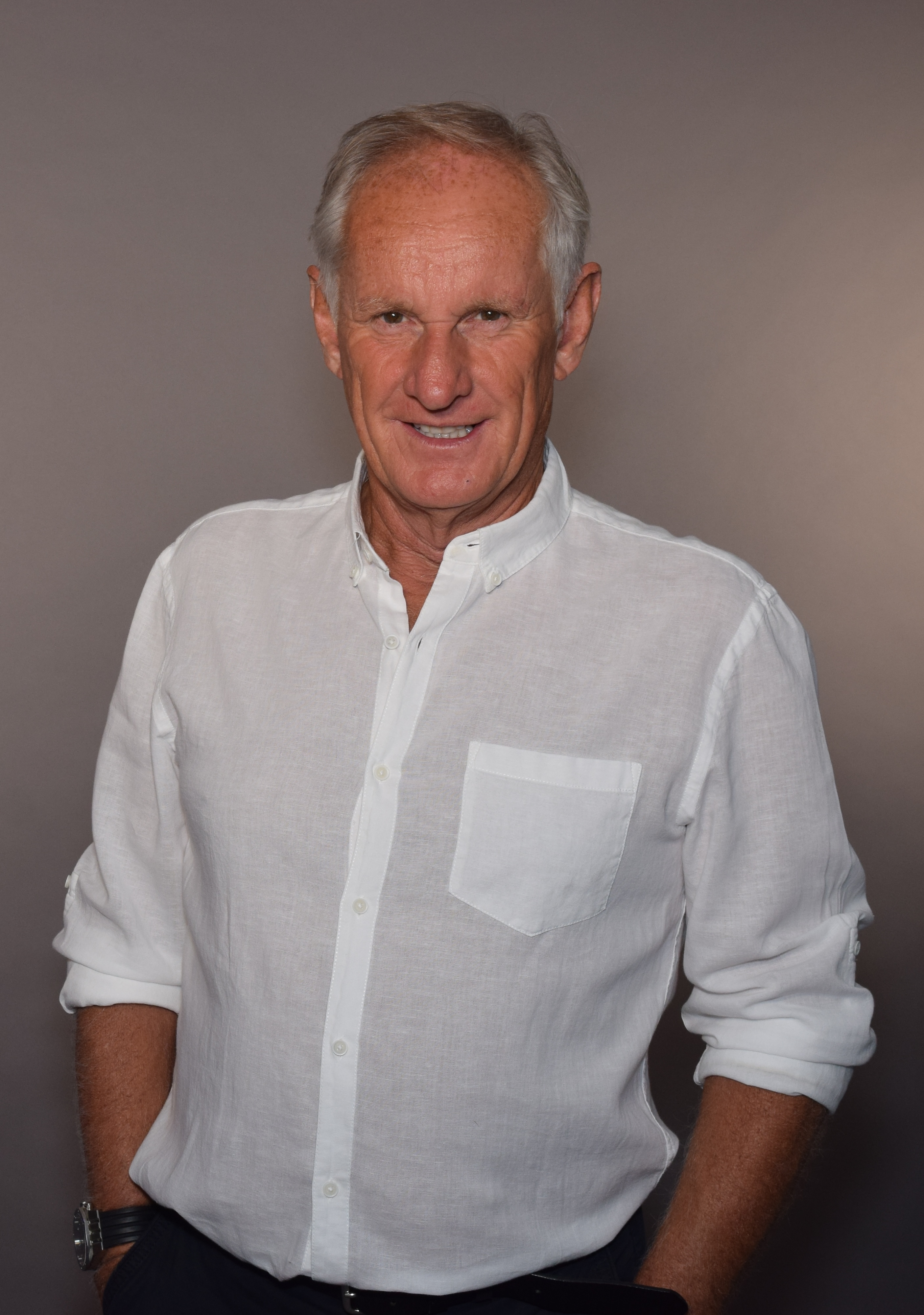
Martin Bolze (2021)

Martin Christian Bolze (Künstlername Pharo Martin Bolze; * 17. Juni 1957 in Peckelsheim) ist ein deutscher Hypnotiseur, Coach, Buchautor und Musiker.

## Leben
Martin Bolze leitet ein Institut für Suggestion- und Hypnosetherapie auf der spanischen Insel Gran Canaria und vorher auf Mallorca. Im Jahr 1981 trat er erstmals mit einer eigenen Bühnenshow als Show-Hypnotiseur auf. Er wird immer wieder von Fernsehsendern und im Hörfunk als Experte im Bereich Hypnose und Hypnose-Coaching eingeladen und befragt.
2001 wurde Bolze bei Bellaphon records in Frankfurt am Main und der EMI Electrola in Köln als Promoter tätig. Später wurde er Interpret, Produzent, Texter und Komponist im Genre Schlager. Er trat als Solist unter den Künstlernamen Christian Martin und PHARO auf, seit 2011 auch als Duo mit seiner Lebenspartnerin Michaela Scherer unter dem Namen DIE PHAROs. Sie waren von 2018 bis 2021 auch offizielle Botschafter für die Hilfsorganisation Handicap International.

## Medienauftritte
Im Jahr 2000 produzierte der WDR für die Reihe Menschen hautnah unter dem Titel Der Hypnotiseur eine Fernsehdokumentation von Annette Zinkant über Martin Bolze.
2010 hypnotisierte Bolze in der RTL-Castingshow Das Supertalent die Fernsehmoderatorin Sylvie van der Vaart sowie weitere Gäste. Im Halbfinale inszenierte er angeblich erfolgreich den Versuch, Zuschauer über den Bildschirm zu hypnotisieren.
2011 produzierte AZ Media für RTL die 45-Minuten-Sendung „Das Phänomen Pharo – Wenn nichts mehr hilft – Hypnose“.
2012 produzierte Bolze mit gutem Erfolg für das SAT1-Frühstücksfernsehen das 5-teilige Miniformat „Das Promi – Hypnose Camp“ auf Mallorca.
Am 10. Mai 2018 zeigte der Fernsehsender RTL die Pilotfolge der Hypnose-Show Mein verborgener Wunsch mit Martin Bolze als zentraler Figur. Die Show hatte 1,18 Millionen Zuschauer. Weil der Marktanteil damit bei nur 4,9 % lag, wurde die Sendung nach nur einer Folge eingestellt.
Seit 2012 werden Martin Bolze und seine Partnerin Michaela Scherer in dem TV-Format Goodbye Deutschland! Die Auswanderer begleitet.
Von September bis November 2020 waren er und seine Partnerin Michaela im Reality-Format Das Sommerhaus der Stars – Kampf der Promipaare zu sehen.
Seit Anfang 2024 hat Bolze seinen eigenen Podcast „HYPNOSE & Mehr“ auf der Streaming-Plattform RTL+ und veröffentlicht in regelmäßigen Abständen Episoden zu verschiedenen Alltagsthemen rund um die Hypnose.

## Veröffentlichungen

### Sachbücher
- Hypnose. Positive Kraft einer realen Welt. Titan Media, Hamburg 2010, ISBN 978-3-9814156-0-5.
- Rendezvous mit meinem Ich. Frekja 2016, ISBN 978-3-939994-64-0.
- Ich überlebte mich selbst. Mamisch Media 2024, ISBN 979-8-30473082-2.
- Sobreviví a mí mismo - El arte de cambiarlo todo. Mamisch Media 2025, ISBN 979-8-30637340-9.
- I survived myself - The art of changing everything. Mamisch Media 2025, ISBN 979-8-30585475-6

### Hypnose-CDs
- Mit Hilfe Von Hypnose zur Traumfigur, Starwood Media
- Mit Hilfe von Hypnose nie mehr rauchen, Starwood Media
- Mit Hilfe von Hypnose Burnout bekämpfen, Starwood Media
- Musikalische Hypnosewelten, Starwood Media
- Hypnose erleben und erlernen, Starwood Media
- Gewicht Reduzieren Durch Hypnose, ZYX Music GmbH & Co. KG
- Das Rauchen Aufgeben Durch Hypnose, ZYX Music GmbH & CO. KG
- Selbstbewusstsein steigern, Mamisch Media TV & Entertainment Productions LLC
- Mobbing? Kein Thema, Mamisch Media TV & Entertainment Productions LLC
- All Deine Wünsche werden wahr, Mamisch Media TV & Entertainment Productions LLC
- Vom Burnout befreien, Mamisch Media TV & Entertainment Productions LLC
- New Energy & Mentale Kräfte wecken, Mamisch Media TV & Entertainment Productions LLC
- Kaufsucht besiegen, Mamisch Media TV & Entertainment Productions LLC
- Kleptomanie besiegen, Mamisch Media TV & Entertainment Productions LLC
- Schluss mit falschen Freunden, Mamisch Media TV & Entertainment Productions LLC
- Mehr Erfolg bei Frauen, Mamisch Media TV & Entertainment Productions LLC
- Selbstwert steigern & Selbstvertrauens aktivieren, Mamisch Media TV & Entertainment Productions LLC
- Mit Hypnose erfolgreich gegen Tinnitus, Mamisch Media TV & Entertainment Productions LLC
- COPD ? Freiheit für die Lunge durch Hypnose, Mamisch Media TV & Entertainment Productions LLC

### Musik-CDs
- Die PHAROs  Gran Canaria - 2Base Records – Aug. 2023 (CD-Maxi-Single)
- Die PHAROs  Willst Du Ein Leben Mit Mir - Hitmix 2023 (CD-Maxi-Single)
- Die PHAROs  Alles Deine Jahre - Hitmix 2022 (CD-Maxi-Single)
- Die PHAROs -1000 Mal an Dich gedacht  – Hitmix 2021 (CD-Maxi-Single)
- Die PHAROs – Alles Deine Jahre – Hitmix 2021
- Die PHAROs – Liebe meines Lebens Hitmix 2020 (CD-Maxi-Single)
- Die PHAROs – Ich leg mein Herz in Deine Hand  HÖMMMA, 2019 (CD-Maxi-Single)
- Die PHAROs – So long goodbye forever. Best Mix 2019 (CD-Maxi-Single)
- Die PHAROs – Noch einmal leben mit Dir Megamix, 2017 (CD-Maxi-Single)
- Die PHAROs – Ich schenk Dir einen Regenbogen. Mega Mix 2017 (CD-Maxi-Single)
- Die PHAROs – Schlaf mit mir Megamix, 2016 (CD-Maxi-Single)
- Die PHAROs – Liebe am Strand. FD Music, Österreich 2016 (CD-Maxi-Single)
- Die PHAROs – Jeder soll es wissen. Mania Music (Sony) 2015 (CD-Maxi-Single)
- Pharo – Liebe meines Lebens. Mania Music (Sony) 2014 (CD-Maxi-Single)
- Die PHAROs Schöne Augen. Mania Music (Sony) 2014 (CD-Maxi-Single)
- Pharo – Du bist bei mir (in meinen Träumen) Five Star Records (CD-Maxi-Single)
- Pharo – Nur die Liebe zählt …. Prisma Music, Neuenkirchen bei Osnabrück 2003 (CD-Maxi-Single)
- Ich sehn’ mich nach dir. Deutsche Austrophon, Diepholz 2002 (CD-Maxi-Single)
- DIE PHAROs Schöne Augen Mania Music 2013 (CD-Maxi-Single)

## Belege
| Personendaten    | Personendaten                                                                 |
| ---------------- | ----------------------------------------------------------------------------- |
| NAME             | Bolze, Martin                                                                 |
| ALTERNATIVNAMEN  | Bolze, Christian Martin (vollständiger Name); Pharo (Künstlername, Pseudonym) |
| KURZBESCHREIBUNG | deutscher Showhypnotiseur                                                     |
| GEBURTSDATUM     | 17. Juni 1957                                                                 |
| GEBURTSORT       | Peckelsheim                                                                   |

1. ↑  Schlagerstars „Die Pharos“ sind neue HI - Botschafter. In: handicap-international.de. Abgerufen am 24. Oktober 2019.
2. ↑  WDR, Fernsehsendung (2000): Menschen hautnah. Der Hypnotiseur. Porträt „Pharo“ alias Martin Bolze. Regie: Annette Zinkant. Erstsendung: 9. Oktober 2000.
3. ↑  Susan Engels: „Mein verborgener Wunsch“: Neue RTL-Show scheitert schon nach erster Folge · KINO.de. In: kino.de. 11. Mai 2018, abgerufen am 24. Oktober 2019.
4. ↑  Goodbye Deutschland: Scheitert Michaelas Auswanderung? In: vox.de. Abgerufen am 24. Oktober 2019.
5. ↑  Goodbye Deutschland: Schlagerzoff auf Mallorca? In: vox.de. Abgerufen am 24. Oktober 2019.
6. ↑  Glenn Riedmeier: [UPDATE] „Das Sommerhaus der Stars“: Schlagersängerin und „Bullyparade“-Mitglied im Teilnehmerfeld –. In: fernsehserien.de. 4. Juni 2020, abgerufen am 16. März 2024.